# Miljan Jablan
Miljan Jablan (in serbo Миљан Јаблан?; Vrbas, 30 gennaio 1985) è un calciatore serbo, difensore del Borac Bobota.

## Carriera
Ha giocato nella massima serie dei campionati serbo, bielorusso, kazako, lituano, montenegrino ed armeno.

## Palmarès

### Club
- Campionato armeno: 1

Alaškert: 2017-2018